# ECHL 2017/18
Die Saison 2017/18 war die 30. Spielzeit der ECHL. Alle 27 Mannschaften bestritten in der regulären Saison, die vom 13. Oktober 2017 bis zum 8. April 2018 ausgetragen wurde, je 72 Spiele. Anschließend folgten die Playoffs um den Kelly Cup, in denen die Colorado Eagles ihren Titel verteidigten.

## Teamänderungen
- Die Alaska Aces wurden nach der Saison 2016/17 aufgelöst. Ab der Saison 2018/19 wird das Franchise als Maine Mariners in Portland, Maine den Spielbetrieb wieder aufnehmen.
- Die Elmira Jackals wurden ebenfalls aufgelöst.
- Die Missouri Mavericks nannten sich in Kansas City Mavericks um.
- Das Franchise der Jacksonville Icemen, das zuvor als Evansville IceMen firmierte, nahm nach einem Jahr Pause wieder den Spielbetrieb in der ECHL auf.
- Die Worcester Railers wurden neu gegründet.

### Kooperationswechsel
| Mannschaft            | Neue Kooperationspartner                               | Vorherige Kooperationspartner                          |
| Adirondack Thunder    | New Jersey Devils (NHL) Binghamton Devils (AHL)        | Calgary Flames (NHL) Stockton Heat (AHL)               |
| Cincinnati Cyclones   | Buffalo Sabres (NHL) Rochester Americans (AHL)         | Nashville Predators (NHL) Milwaukee Admirals (AHL)     |
| Fort Wayne Komets     | Arizona Coyotes (NHL) Tucson Roadrunners (AHL)         | unabhängig                                             |
| Jacksonville Icemen   | Winnipeg Jets (NHL) Manitoba Moose (AHL)               | inaktiv                                                |
| Kalamazoo Wings       | Vancouver Canucks (NHL) Utica Comets (AHL)             | Tampa Bay Lightning (NHL) Syracuse Crunch (AHL)        |
| Kansas City Mavericks | Calgary Flames (NHL) Stockton Heat (AHL)               | New York Islanders (NHL) Bridgeport Sound Tigers (AHL) |
| Norfolk Admirals      | Nashville Predators (NHL) Milwaukee Admirals (AHL)     | Edmonton Oilers (NHL) Bakersfield Condors (AHL)        |
| Quad City Mallards    | Vegas Golden Knights (NHL) Chicago Wolves (AHL)        | Minnesota Wild (NHL) Iowa Wild (AHL)                   |
| Rapid City Rush       | Minnesota Wild (NHL) Iowa Wild (AHL)                   | Arizona Coyotes (NHL) Tucson Roadrunners (AHL)         |
| Tulsa Oilers          | St. Louis Blues (NHL)                                  | Winnipeg Jets (NHL) Manitoba Moose (AHL)               |
| Wichita Thunder       | Edmonton Oilers (NHL) Bakersfield Condors (AHL)        | Ottawa Senators (NHL) Binghamton Senators (AHL)        |
| Worcester Railers     | New York Islanders (NHL) Bridgeport Sound Tigers (AHL) | neues Franchise                                        |

## Reguläre Saison
| Cincinnati |

| Reading |

| Toledo |

| Wheeling |

| Florida |

| Greenville |

| Atlanta |

| Orlando |

| South Carolina |

| Colorado |

| Fort Wayne |

| Indy |

| Jacksonville |

| Kalamazoo |

| Idaho |

| Utah |

| Norfolk |

| Manchester |

| Adirondack |

| Brampton |

| Kansas City |

| Quad City |

| Rapid City |

| Allen |

| Tulsa |

| Wichita |

| Worcester |

### Abschlusstabellen
Abkürzungen: GP = Spiele, W = Siege, L = Niederlagen, OTL = Niederlage nach Overtime, SOL = Niederlage nach Shootout, GF = Erzielte Tore, GA = Gegentore, Pts = Punkte

Erläuterungen: Playoff-Qualifikation, Henry-Brabham-Cup-Sieger

#### Eastern Conference
| North Division      | GP | W  | L  | OTL | SOL | GF  | GA  | Pts |
| ------------------- | -- | -- | -- | --- | --- | --- | --- | --- |
| Adirondack Thunder  | 72 | 41 | 24 | 3   | 4   | 233 | 221 | 89  |
| Manchester Monarchs | 72 | 41 | 25 | 3   | 3   | 257 | 214 | 88  |
| Reading Royals      | 72 | 39 | 24 | 9   | 0   | 232 | 199 | 87  |
| Worcester Railers   | 72 | 37 | 27 | 4   | 4   | 194 | 193 | 82  |
| Wheeling Nailers    | 72 | 35 | 28 | 8   | 1   | 248 | 245 | 79  |
| Brampton Beast      | 72 | 28 | 34 | 6   | 4   | 210 | 245 | 66  |

| South Division           | GP | W  | L  | OTL | SOL | GF  | GA  | Pts |
| ------------------------ | -- | -- | -- | --- | --- | --- | --- | --- |
| Florida Everblades       | 72 | 53 | 13 | 2   | 4   | 261 | 171 | 112 |
| South Carolina Stingrays | 72 | 48 | 16 | 7   | 1   | 214 | 153 | 104 |
| Orlando Solar Bears      | 72 | 33 | 30 | 6   | 3   | 212 | 228 | 65  |
| Atlanta Gladiators       | 72 | 32 | 35 | 2   | 3   | 205 | 229 | 69  |
| Norfolk Admirals         | 72 | 26 | 39 | 6   | 1   | 211 | 269 | 59  |
| Jacksonville Icemen      | 72 | 26 | 39 | 4   | 3   | 203 | 246 | 59  |
| Greenville Swamp Rabbits | 72 | 24 | 40 | 7   | 1   | 202 | 284 | 56  |

#### Western Conference
| Central Division      | GP | W  | L  | OTL | SOL | GF  | GA  | Pts |
| --------------------- | -- | -- | -- | --- | --- | --- | --- | --- |
| Toledo Walleye        | 72 | 50 | 17 | 3   | 2   | 242 | 170 | 105 |
| Fort Wayne Komets     | 72 | 46 | 20 | 5   | 1   | 290 | 216 | 98  |
| Cincinnati Cyclones   | 72 | 39 | 30 | 3   | 0   | 226 | 220 | 81  |
| Indy Fuel             | 72 | 36 | 30 | 5   | 1   | 242 | 248 | 78  |
| Kalamazoo Wings       | 72 | 34 | 34 | 4   | 3   | 251 | 251 | 75  |
| Kansas City Mavericks | 72 | 34 | 32 | 4   | 2   | 204 | 223 | 74  |
| Quad City Mallards    | 72 | 25 | 42 | 4   | 1   | 196 | 295 | 55  |

| Mountain Division | GP | W  | L  | OTL | SOL | GF  | GA  | Pts |
| ----------------- | -- | -- | -- | --- | --- | --- | --- | --- |
| Colorado Eagles   | 72 | 48 | 18 | 4   | 2   | 265 | 214 | 102 |
| Idaho Steelheads  | 72 | 44 | 20 | 5   | 3   | 244 | 188 | 96  |
| Allen Americans   | 72 | 35 | 29 | 6   | 2   | 235 | 232 | 78  |
| Wichita Thunder   | 72 | 34 | 30 | 6   | 2   | 222 | 235 | 76  |
| Tulsa Oilers      | 72 | 31 | 29 | 3   | 9   | 214 | 233 | 74  |
| Utah Grizzlies    | 72 | 28 | 29 | 9   | 6   | 230 | 256 | 71  |
| Rapid City Rush   | 72 | 25 | 41 | 3   | 3   | 203 | 268 | 56  |

### Beste Scorer
Abkürzungen: GP = Spiele, G = Tore, A = Assists, Pts = Punkte, +/− = Plus/Minus, PIM = Strafminuten; Fett: Saisonbestwert
| Spieler              | Team                | GP | G  | A  | Pts | +/− | PIM |
| -------------------- | ------------------- | -- | -- | -- | --- | --- | --- |
| Shawn Szydlowski     | Fort Wayne Komets   | 64 | 31 | 48 | 79  | +39 | 76  |
| Jesse Schultz        | Cincinnati Cyclones | 72 | 18 | 57 | 75  | +10 | 43  |
| Matt Willows         | Reading Royals      | 72 | 32 | 42 | 74  | ±0  | 49  |
| Jordan Smotherman    | Manchester Monarchs | 69 | 34 | 38 | 72  | +22 | 51  |
| Garrett Thompson     | Fort Wayne Komets   | 67 | 29 | 42 | 71  | +22 | 66  |
| Casey Pierro-Zabotel | Allen Americans     | 72 | 19 | 50 | 69  | +19 | 26  |
| Brodie Dupont        | Norfolk Admirals    | 68 | 21 | 47 | 68  | −18 | 38  |
| Michael Joly         | Colorado Eagles     | 52 | 41 | 26 | 67  | +30 | 22  |
| Gabriel Desjardins   | Fort Wayne Komets   | 58 | 33 | 34 | 67  | +35 | 31  |
| Mitchell Heard       | Florida Everblades  | 63 | 25 | 42 | 67  | +34 | 153 |

Die beste Plus/Minus-Statistik erreichte Logan Roe von den Florida Everblades mit einem Wert von +43.

### Beste Torhüter
Die kombinierte Tabelle zeigt die jeweils drei besten Torhüter in den Kategorien Gegentorschnitt und Fangquote sowie die jeweils Führenden in den Kategorien Shutouts und Siege.
Abkürzungen: GP = Spiele, TOI = Eiszeit (in Minuten), W = Siege, L = Niederlagen, OTL = Overtime-Niederlagen, GA = Gegentore, SO = Shutouts, Sv% = gehaltene Schüsse (in %), GAA = Gegentorschnitt; Fett: Saisonbestwert
Es werden nur Torhüter erfasst, die mindestens 1440 Minuten absolviert haben. Sortiert nach bestem Gegentorschnitt.
| Spieler          | Team                     | GP | TOI  | W  | L  | OTL | GA  | SO | Sv%  | GAA  |
| ---------------- | ------------------------ | -- | ---- | -- | -- | --- | --- | -- | ---- | ---- |
| Parker Milner    | South Carolina Stingrays | 38 | 2191 | 28 | 7  | 3   | 68  | 3  | 92,9 | 1,86 |
| Martin Ouellette | Florida Everblades       | 42 | 2520 | 33 | 5  | 3   | 85  | 4  | 92,1 | 2,02 |
| Jeff Jakaitis    | South Carolina Stingrays | 28 | 1688 | 18 | 7  | 3   | 60  | 2  | 92,2 | 2,13 |
| Mitch Gillam     | Worcester Railers        | 41 | 2402 | 23 | 14 | 2   | 86  | 5  | 92,5 | 2,15 |
| Joe Cannata      | Colorado Eagles          | 28 | 1679 | 21 | 5  | 2   | 62  | 2  | 93,1 | 2,22 |
| Pat Nagle        | Toledo Walleye           | 50 | 2907 | 37 | 6  | 4   | 108 | 3  | 92,4 | 2,23 |
| John Muse        | Reading Royals           | 26 | 1578 | 19 | 5  | 2   | 59  | 3  | 93,1 | 2,24 |

## Kelly-Cup-Playoffs

### Playoff-Baum
|  | Division-Halbfinale | Division-Halbfinale      | Division-Halbfinale |                     |                    | Division-Finale | Division-Finale | Division-Finale |  |  | Conference-Finale | Conference-Finale | Conference-Finale |  |  | Kelly-Cup-Finale | Kelly-Cup-Finale | Kelly-Cup-Finale |
|  |                     |                          |                     |                     |                    |                 |                 |                 |  |  |                   |                   |                   |  |  |                  |                  |                  |
|  | N1                  | Adirondack Thunder       | 4                   |                     |                    |                 |                 |                 |  |  |                   |                   |                   |  |  |                  |                  |                  |
|  | N4                  | Worcester Railers        | 2                   |                     |                    |                 |                 |                 |  |  |                   |                   |                   |  |  |                  |                  |                  |
|  | N4                  | Worcester Railers        | 2                   | N1                  | Adirondack Thunder | 4               |                 |                 |  |  |                   |                   |                   |  |  |                  |                  |                  |
|  |                     |                          |                     | N1                  | Adirondack Thunder | 4               |                 |                 |  |  |                   |                   |                   |  |  |                  |                  |                  |
|  |                     |                          | N2                  | Manchester Monarchs | 2                  |                 |                 |                 |  |  |                   |                   |                   |  |  |                  |                  |                  |
|  | N2                  | Manchester Monarchs      | N2                  | Manchester Monarchs | 2                  | 4               |                 |                 |  |  |                   |                   |                   |  |  |                  |                  |                  |
|  | N2                  | Manchester Monarchs      |                     |                     |                    | 4               |                 |                 |  |  |                   |                   |                   |  |  |                  |                  |                  |
|  | N3                  | Reading Royals           | 0                   |                     |                    |                 |                 |                 |  |  |                   |                   |                   |  |  |                  |                  |                  |
|  | N3                  | Reading Royals           | 0                   | N1                  | Adirondack Thunder | 1               |                 |                 |  |  |                   |                   |                   |  |  |                  |                  |                  |
|  |                     |                          |                     | N1                  | Adirondack Thunder | 1               |                 |                 |  |  |                   |                   |                   |  |  |                  |                  |                  |
|  |                     | S1                       | Florida Everblades  | 4                   |                    |                 |                 |                 |  |  |                   |                   |                   |  |  |                  |                  |                  |
|  | S1                  | S1                       | Florida Everblades  | 4                   | Florida Everblades | 4               |                 |                 |  |  |                   |                   |                   |  |  |                  |                  |                  |
|  | S1                  |                          |                     |                     | Florida Everblades | 4               |                 |                 |  |  |                   |                   |                   |  |  |                  |                  |                  |
|  | S4                  | Atlanta Gladiators       | 0                   |                     |                    |                 |                 |                 |  |  |                   |                   |                   |  |  |                  |                  |                  |
|  | S4                  | Atlanta Gladiators       | 0                   | S1                  | Florida Everblades | 4               |                 |                 |  |  |                   |                   |                   |  |  |                  |                  |                  |
|  |                     |                          |                     | S1                  | Florida Everblades | 4               |                 |                 |  |  |                   |                   |                   |  |  |                  |                  |                  |
|  |                     |                          | S3                  | Orlando Solar Bears | 1                  |                 |                 |                 |  |  |                   |                   |                   |  |  |                  |                  |                  |
|  | S2                  | South Carolina Stingrays | S3                  | Orlando Solar Bears | 1                  | 0               |                 |                 |  |  |                   |                   |                   |  |  |                  |                  |                  |
|  | S2                  | South Carolina Stingrays |                     |                     |                    |                 |                 |                 |  |  |                   |                   |                   |  |  |                  |                  |                  |
|  | S3                  | Orlando Solar Bears      | 4                   |                     |                    |                 |                 |                 |  |  |                   |                   |                   |  |  |                  |                  |                  |
|  | S3                  | Orlando Solar Bears      | 4                   | S1                  | Florida Everblades | 3               |                 |                 |  |  |                   |                   |                   |  |  |                  |                  |                  |
|  |                     |                          |                     |                     |                    |                 |                 |                 |  |  |                   |                   |                   |  |  |                  |                  |                  |
|  |                     | M1                       | Colorado Eagles     | 4                   |                    |                 |                 |                 |  |  |                   |                   |                   |  |  |                  |                  |                  |
|  | C1                  | M1                       | Colorado Eagles     | 4                   | Toledo Walleye     | 4               |                 |                 |  |  |                   |                   |                   |  |  |                  |                  |                  |
|  | C1                  |                          |                     |                     | Toledo Walleye     | 4               |                 |                 |  |  |                   |                   |                   |  |  |                  |                  |                  |
|  | C4                  | Indy Fuel                | 0                   |                     |                    |                 |                 |                 |  |  |                   |                   |                   |  |  |                  |                  |                  |
|  | C4                  | Indy Fuel                | 0                   | C1                  | Toledo Walleye     | 2               |                 |                 |  |  |                   |                   |                   |  |  |                  |                  |                  |
|  |                     |                          |                     | C1                  | Toledo Walleye     | 2               |                 |                 |  |  |                   |                   |                   |  |  |                  |                  |                  |
|  |                     |                          | C2                  | Fort Wayne Komets   | 4                  |                 |                 |                 |  |  |                   |                   |                   |  |  |                  |                  |                  |
|  | C2                  | Fort Wayne Komets        | C2                  | Fort Wayne Komets   | 4                  | 4               |                 |                 |  |  |                   |                   |                   |  |  |                  |                  |                  |
|  | C2                  | Fort Wayne Komets        |                     |                     |                    | 4               |                 |                 |  |  |                   |                   |                   |  |  |                  |                  |                  |
|  | C3                  | Cincinnati Cyclones      | 1                   |                     |                    |                 |                 |                 |  |  |                   |                   |                   |  |  |                  |                  |                  |
|  | C3                  | Cincinnati Cyclones      | 1                   | C2                  | Fort Wayne Komets  | 3               |                 |                 |  |  |                   |                   |                   |  |  |                  |                  |                  |
|  |                     |                          |                     | C2                  | Fort Wayne Komets  | 3               |                 |                 |  |  |                   |                   |                   |  |  |                  |                  |                  |
|  |                     | M1                       | Colorado Eagles     | 4                   |                    |                 |                 |                 |  |  |                   |                   |                   |  |  |                  |                  |                  |
|  | M1                  | M1                       | Colorado Eagles     | 4                   | Colorado Eagles    | 4               |                 |                 |  |  |                   |                   |                   |  |  |                  |                  |                  |
|  | M1                  |                          |                     |                     |                    |                 |                 |                 |  |  |                   |                   |                   |  |  |                  |                  |                  |
|  | M4                  | Wichita Thunder          | 2                   |                     |                    |                 |                 |                 |  |  |                   |                   |                   |  |  |                  |                  |                  |
|  | M4                  | Wichita Thunder          | 2                   | M1                  | Colorado Eagles    | 4               |                 |                 |  |  |                   |                   |                   |  |  |                  |                  |                  |
|  |                     |                          |                     | M1                  | Colorado Eagles    | 4               |                 |                 |  |  |                   |                   |                   |  |  |                  |                  |                  |
|  |                     |                          | M2                  | Idaho Steelheads    | 0                  |                 |                 |                 |  |  |                   |                   |                   |  |  |                  |                  |                  |
|  | M2                  | Idaho Steelheads         | M2                  | Idaho Steelheads    | 0                  | 4               |                 |                 |  |  |                   |                   |                   |  |  |                  |                  |                  |
|  | M2                  | Idaho Steelheads         |                     |                     |                    |                 |                 |                 |  |  |                   |                   |                   |  |  |                  |                  |                  |
|  | M3                  | Allen Americans          | 3                   |                     |                    |                 |                 |                 |  |  |                   |                   |                   |  |  |                  |                  |                  |

### Kelly-Cup-Sieger
| Kelly-Cup-Sieger Colorado Eagles | Travis Barron, J. C. Beaudin, Collin Bowman, Drayson Bowman, Sam Brittain, Joe Cannata, Matt Garbowsky, Ryan Harrison, Lukas Hafner, Michael Joly, Jake Marto, Nicolas Meloche, Julien Nantel, Chase Norrish, Ryan Olsen, Joey Ratelle, Matt Register, Brady Shaw, Shawn St-Amant, Ben Storm, Gabriel Verpaelst, Cliff Watson, Teigan Zahn Cheftrainer: Aaron Schneekloth |

### Beste Scorer
Abkürzungen: GP = Spiele, G = Tore, A = Assists, Pts = Punkte, +/- = Plus/Minus, PIM = Strafminuten; Fett: Saisonbestwert
| Spieler             | Team               | GP | G  | A  | Pts | PIM |
| ------------------- | ------------------ | -- | -- | -- | --- | --- |
| Michael Joly        | Colorado Eagles    | 24 | 13 | 16 | 29  | 16  |
| Michael Kirkpatrick | Florida Everblades | 18 | 11 | 11 | 22  | 12  |
| Mitchell Heard      | Florida Everblades | 20 | 9  | 13 | 22  | 39  |
| John McCarron       | Florida Everblades | 21 | 10 | 10 | 20  | 62  |
| Gabriel Desjardins  | Fort Wayne Komets  | 18 | 9  | 11 | 20  | 12  |
| Matt Register       | Colorado Eagles    | 24 | 3  | 17 | 20  | 16  |
| J. C. Beaudin       | Colorado Eagles    | 22 | 10 | 8  | 18  | 6   |
| Ryan Schmelzer      | Adirondack Thunder | 17 | 9  | 8  | 17  | 24  |
| Shawn Szydlowski    | Fort Wayne Komets  | 17 | 4  | 13 | 17  | 16  |
| Garrett Thompson    | Fort Wayne Komets  | 18 | 7  | 9  | 16  | 16  |

### Beste Torhüter
Die kombinierte Tabelle zeigt die jeweils drei besten Torhüter in den Kategorien Gegentorschnitt und Fangquote sowie die jeweils Führenden in den Kategorien Shutouts und Siege.
Abkürzungen: GP = Spiele, TOI = Eiszeit (in Minuten), W = Siege, L = Niederlagen, OTL = Overtime-Niederlagen, GA = Gegentore, SO = Shutouts, Sv% = gehaltene Schüsse (in %), GAA = Gegentorschnitt; Fett: Saisonbestwert
Es werden nur Torhüter erfasst, die mindestens 180 Minuten absolviert haben. Sortiert nach bestem Gegentorschnitt.
| Spieler             | Team                     | GP | TOI  | W  | L | OTL | GA | SO | Sv%  | GAA  |
| ------------------- | ------------------------ | -- | ---- | -- | - | --- | -- | -- | ---- | ---- |
| Mackenzie Blackwood | Adirondack Thunder       | 5  | 240  | 3  | 1 | 0   | 4  | 1  | 96,4 | 1,00 |
| Parker Milner       | South Carolina Stingrays | 4  | 273  | 0  | 2 | 2   | 7  | 0  | 92,6 | 1,54 |
| Cal Heeter          | Orlando Solar Bears      | 8  | 443  | 4  | 3 | 0   | 14 | 1  | 94,5 | 1,90 |
| John Muse           | Reading Royals           | 4  | 328  | 0  | 1 | 3   | 11 | 0  | 94,5 | 2,02 |
| Joe Cannata         | Colorado Eagles          | 24 | 1434 | 16 | 6 | 1   | 61 | 2  | 91,3 | 2,55 |

## Auszeichnungen

### Vergebene Trophäen
| Auszeichnung                                                                   | Spieler            | Team                     |
| ------------------------------------------------------------------------------ | ------------------ | ------------------------ |
| John Brophy Award Bester Trainer                                               | Brad Ralph         | Florida Everblades       |
| ECHL Most Valuable Player Bester Spieler der regulären Saison                  | Shawn Szydlowski   | Fort Wayne Komets        |
| Kelly Cup Playoffs Most Valuable Player Bester Spieler der Playoffs            | Michael Joly       | Colorado Eagles          |
| ECHL Rookie of the Year Bester Rookie der regulären Saison                     | Justin Danforth    | Cincinnati Cyclones      |
| ECHL Goaltender of the Year Bester Torwart der regulären Saison                | Parker Milner      | South Carolina Stingrays |
| ECHL Defenseman of the Year Bester Verteidiger der regulären Saison            | Matt Register      | Colorado Eagles          |
| ECHL Leading Scorer Bester Scorer der regulären Saison                         | Shawn Szydlowski   | Fort Wayne Komets        |
| ECHL Plus Performer Award Spieler mit der besten Plus/Minus-Bilanz             | Logan Roe          | Florida Everblades       |
| ECHL Sportsmanship Award Hoher sportlicher Standard und vorbildliches Benehmen | Brodie Dupont      | Norfolk Admirals         |
| ECHL General Manager of the Year Award Bester General Manager der Saison       | Rob Concannon      | South Carolina Stingrays |
| Kelly Cup Gewinner der ECHL-Playoffs                                           | Colorado Eagles    | Colorado Eagles          |
| Henry Brabham Cup Bestes Team der regulären Saison                             | Florida Everblades | Florida Everblades       |
| E. A. „Bud“ Gingher Memorial Trophy Bestes Team der Eastern Conference         | Florida Everblades | Florida Everblades       |
| Bruce Taylor Trophy Bestes Team der Western Conference                         | Colorado Eagles    | Colorado Eagles          |

### All-Star-Teams
| First All-Star Team | First All-Star Team                                 |
| ------------------- | --------------------------------------------------- |
| Angriff:            | Michael Joly – Jordan Smotherman – Shawn Szydlowski |
| Verteidigung:       | David Makowski – Matt Register                      |
| Tor:                | Parker Milner                                       |

| Second All-Star Team | Second All-Star Team                           |
| -------------------- | ---------------------------------------------- |
| Angriff:             | Justin Danforth – Jesse Schultz – Matt Willows |
| Verteidigung:        | Eric Knodel – Nolan Zajac                      |
| Tor:                 | Pat Nagle                                      |

| All-Rookie Team | All-Rookie Team                               |
| --------------- | --------------------------------------------- |
| Angriff:        | Grant Besse – Justin Danforth – Reid Gardiner |
| Verteidigung:   | Aaron Irving – T. J. Melancon                 |
| Tor:            | Mitch Gillam                                  |